# Valérie Hayer
Pour les articles homonymes, voir Hayer.
Valérie Hayer, née le 6 avril 1986 à Château-Gontier (Mayenne), est une femme politique française.
Conseillère départementale de la Mayenne de 2015 à 2021, elle devient députée européenne aux élections européennes de 2019 au sein du groupe Renew Europe. 
Elle prend la coprésidence de la délégation Renaissance au sein du Parlement européen le 26 octobre 2021. Elle est élue présidente du groupe Renew Europe au Parlement européen le 25 janvier 2024 à la suite du retrait de Stéphane Séjourné et siège alors à la Conférence des présidents.
Elle est désignée tête de liste de la coalition Ensemble pour les élections européennes de 2024. Sa liste réalise 14,6 % lors de ces élections.

## Biographie
Valérie Hayer est fille d'agriculteurs établis à Saint-Denis-d'Anjou en Mayenne,. Elle est scolarisée dans l'école primaire de la commune de ses parents puis au collège de Grez-en-Bouère. Elle obtient un master en droit public et devient experte en finances auprès de collectivités locales. Elle travaille ensuite en tant qu'assistante parlementaire pour plusieurs sénateurs, parmi lesquels Pierre Jarlier, membre de l'Union des démocrates et indépendants (UDI) puis de La République en marche (LREM), puis pour l'eurodéputé mayennais Jean Arthuis (UDI puis LREM). 
Elle est élue députée au Parlement européen en 2019 sur la liste Renaissance de La République en marche. En avril 2021, elle est nommée présidente de l'Association pour une Renaissance européenne. En octobre 2021, elle est désignée co-présidente de la délégation Renaissance (renommée L'Europe Ensemble à l'été 2022) au Parlement européen,,.

### Militantisme à l'UDI puis à LREM
Valérie Hayer est élue conseillère municipale de Saint-Denis-d'Anjou aux élections municipales de 2008 à l'âge de vingt-et-un ans, et est réélue en 2014. Elle décrit les élections européennes de la même année comme le début de son engagement en politique. Elle milite alors pour la liste L'Alternative, qui regroupe l'Union des démocrates et indépendants et le Mouvement démocrate (MoDem). Elle s'encarte à cette occasion à l'UDI et à l'UDI Jeunes. L'année suivante elle est élue au conseil départemental de la Mayenne dans le canton d'Azé (devenu Château-Gontier-sur-Mayenne-1). Vice-présidente, elle y fonde trois ans après un groupe membre de la majorité réunissant sept élus macronistes venus de différents partis. 
Affichant son soutien à Emmanuel Macron, Valérie Hayer quitte l'UDI en 2017 en même temps que son parti Alliance centriste et rejoint La République en marche (LREM). Elle est investie candidate aux législatives de 2017 dans la deuxième circonscription de la Mayenne. Cependant, à la suite d'un refus par le MoDem de l'accord national proposé, elle se désiste de sa candidature pour permettre celle de Géraldine Bannier, qui est élue députée. Elle est alors investie comme candidate du parti présidentiel pour les élections sénatoriales de septembre 2017, en binôme avec Michel Angot, maire de Mayenne venu de la gauche. Elle obtient 21,99 % des voix au premier tour, derrière la sénatrice sortante réélue au premier tour Élisabeth Doineau et l'ancien député Les Républicains Guillaume Chevrollier. Elle se maintient au second tour et arrive deuxième derrière ce dernier, qui est élu.

### Députée européenne
Valérie Hayer est élue sur la liste de La République en marche aux élections européennes de 2019, placée en dix-neuvième position. Elle est la troisième députée européenne originaire de Mayenne. En novembre 2021, elle devient co-présidente de la délégation Renaissance - devenue l'Europe, ensemble ! - au Parlement européen, aux côtés de Marie-Pierre Védrenne (MoDem). Elle remplace ainsi Stéphane Séjourné, élu à la tête du groupe Renew Europe. 
Au Parlement européen, elle siège au sein de la Commission des budgets  de juillet 2019 à janvier 2022. Elle a notamment été chargée des négociations du Cadre financier pluriannuel (CFP) 2021-2027 ainsi que du plan de relance européen à la suite de la pandémie de Covid-19. Elle est également nommée co-rapporteur permanent sur le sujet des ressources propres de l'Union européenne.
En juillet 2021, elle rédige une tribune à l'encontre du dirigeant hongrois Viktor Orbán où elle l'accuse d'être à la tête d'un régime corrompu et homophobe « aux frais de l'Europe »,,.
Le 25 janvier 2024, elle est élue à la présidence du groupe Renew Europe au Parlement européen,. Elle est réélue présidente de son groupe à l'issue des élections européennes en juin 2024 et rejoint la commission Agriculture pour son deuxième mandat. 

### Tête de liste aux élections européennes de 2024
Le 29 février 2024, Valérie Hayer confirme être nommée tête de la liste « Besoin d’Europe » de la majorité présidentielle pour les élections européennes de 2024. Lors de son discours de lancement de campagne le 9 mars suivant, elle critique le Rassemblement national et accuse Marine Le Pen d'être alliée à Vladimir Poutine. Elle émet une comparaison historique entre Marine Le Pen et Édouard Daladier qui est vivement critiquée par certains historiens car considérée comme une décontextualisation historique de son rôle lors des accords de Munich et une instrumentalisation politique de la figure du Parti radical socialiste,,.
En mai 2024, Valérie Hayer annonce porter plainte pour diffamation contre Manon Aubry, tête de liste La France insoumise aux élections européennes, à la suite de la publication d'un tweet où cette dernière accuse Valérie Hayer, ainsi que d'autres eurodéputés, d’être « payés par des entreprises, des lobbys ou des États étrangers » en plus de leur « indemnité d’élu ». Selon Manon Aubry, les sommes concernant Valérie Hayer pourraient aller « entre 12 000 à 60 000 euros ». L'élue mayennaise se défend en précisant que les seuls revenus supplémentaires qu'elle a touchés durant son mandat sont ceux liés à son mandat de conseillère départementale jusqu'en 2021,,.
Valérie Hayer reçoit le soutien personnel du Premier ministre Gabriel Attal comme invité surprise de son interview sur France Info, suscitant des protestations à gauche comme à droite,,,. « J’étais en interview juste au-dessus, on m’a dit que Valérie était là, je suis venu la voir », s’est-il justifié.
Avec 14,60 % des suffrages exprimés, et 13 sièges, elle arrive en deuxième position derrière la liste du Rassemblement national tenue par Jordan Bardella (31,37 % et 30 sièges),,.

## Polémique
Le 12 mai 2024, elle est prise en photo dans la rue avec des manifestants néonazis. Après que la photo a été diffusée sur les réseaux sociaux, elle dénonce un « piège » de l'extrême droite, déclarant ne « pas avoir eu le temps de voir les inscriptions racistes sur leurs tenues »,.

## Synthèse des résultats électoraux

### Élections européennes
Les résultats ci-dessous concernent uniquement les élections où elle est tête de liste.
| Année | Parti | Parti | Circonscription | Voix      | %     | Rang | Sièges  |
| ----- | ----- | ----- | --------------- | --------- | ----- | ---- | ------- |
| 2024  |       | ENS   | France          | 3 614 646 | 14,60 | 2e   | 13 / 81 |